# سيمون براند
سيمون براند (بالإسبانية: Simón Brand)‏ هو مخرج كولومبي، ولد في 28 يوليو 1970 في بوغوتا في كولومبيا.

## وصلات خارجية
- سيمون براند على موقع IMDb (الإنجليزية)
- سيمون براند على موقع ألو سيني (الفرنسية)
- سيمون براند على موقع أول موفي (الإنجليزية)
- سيمون براند على موقع قاعدة بيانات الأفلام السويدية (السويدية)
- سيمون براند على موقع قاعدة بيانات الفيلم (الإنجليزية)
- سيمون براند على موقع كينوبويسك (الروسية)